# Lipoprotéine(a)
Pour les lipoprotéines en général, voir Lipoprotéine.
La lipoprotéine(a) (abrégé couramment en Lp(a)) est une lipoprotéine. Son gène, LPA, est situé sur le chromosome 6 humain.
L'augmentation de son taux est un facteur de risque de survenue d'une maladie cardiovasculaire.
Cette protéine est retrouvée chez les grands singes, l'humain ainsi que chez le Hérisson. Les études sur d'autres animaux (rats et souris habituellement utilisés en expérimentation animale) ne sont donc pas possibles.

## Structure
La lipoprotéine(a) est constituée d'une particule LDL liée de manière covalente à une apolipoprotéine(a) (à ne pas confondre avec l'apolipoprotéine A). L'apolipoprotéine(a) est proche structurellement de la plasminogène sans activité fibrinolytique démontrée et sa taille est variable. 

## Génétique
Il s'agit de l'un des facteurs génétiques les plus importants des maladies cardiovasculaires. Le taux sanguin de cette protéine ne semble pas être influencé par un régime ou par des facteurs environnementaux. Il varie selon l'origine ethnique du patient, les afro-américains ayant un taux de base trois fois plus élevé que chez les blancs.

## Rôle
Il s'agit du transporteur principal des phospholipides oxydés, ces derniers intervenant dans la genèse de l'athérome. En particulier, ils induisent une concentration de monocytes dans la paroi artérielle et stimulent la production locale de cytokines.
Son taux est corrélé avec une augmentation du risque vasculaire, et de la mortalité, et ce, de manière indépendante  de celui du LDL cholestérol. L'augmentation de son taux comporte un facteur génétique. Il existe également des arguments en faveur d'un rôle causal et non une simple association statistique. Une corrélation semble exister également avec le risque de survenue d'une fibrillation atriale.
Son taux ne semble pas être corrélé avec celui du LDL et semble inversement corrélé avec celui des triglycérides. Un taux élevé de Lp(a) est associé à un risque supérieur de survenue d'accidents cardiaques, même en cas de taux bas de LDL .
Une taille réduite de l'apolipoprétine(a) serait également corrélée avec une majoration du risque de survenue d'une maladie cardiaque. 
Un variant du gène LPA est associé avec la présence de calcifications de la valve aortique et le taux de lipoprotéine(a) est corrélé avec une progression plus rapide d'un rétrécissement aortique mais ce point reste discuté.

## Cible thérapeutique
Le taux sanguin souhaité doit être inférieur à 500mg/l, ce qui est le cas de 80 % de la population générale. Toutefois il n'existe, pour l'instant, pas de preuve d'une baisse isolée de la lipoprotéine(a) par médicament, permet une réduction du risque cardiovasculaire
La niacine réduit la concentration sanguine en lipoprotéine(a), mais sans preuve de réduction du risque cardiaque. Les statines augmentent le taux de lp(a). L'évolocumab, un inhibiteur du PCSK9, diminue son taux mais de manière peu importante.
Les techniques d'aphérèses permettent de baisser de façon importante le taux sanguins de Lp(a). Utilisées chez des patients avec un taux très élevé, elles entraînent la réduction du risque vasculaire avec des arguments pour une régression de l'athérome.
Un ARN interférent du gène LPA est en cours de développement, permettant une baisse importante du taux sanguin de la lipoprotéine(a)
. La muvalaptine inhibe la formation de la lipoprotéine(a) et permet la réduction du taux de cette dernière.
Le curcuma permet de faire descendre de manière significative le taux sanguin de Lpa. Les thérapies anti-œstrogènes aussi.